# Tropidion rusticum
Tropidion rusticum är en skalbaggsart som först beskrevs av Pierre Émile Gounelle 1909.  Tropidion rusticum ingår i släktet Tropidion och familjen långhorningar.
Artens utbredningsområde är Paraguay. Inga underarter finns listade i Catalogue of Life.